# Besucherzentrum

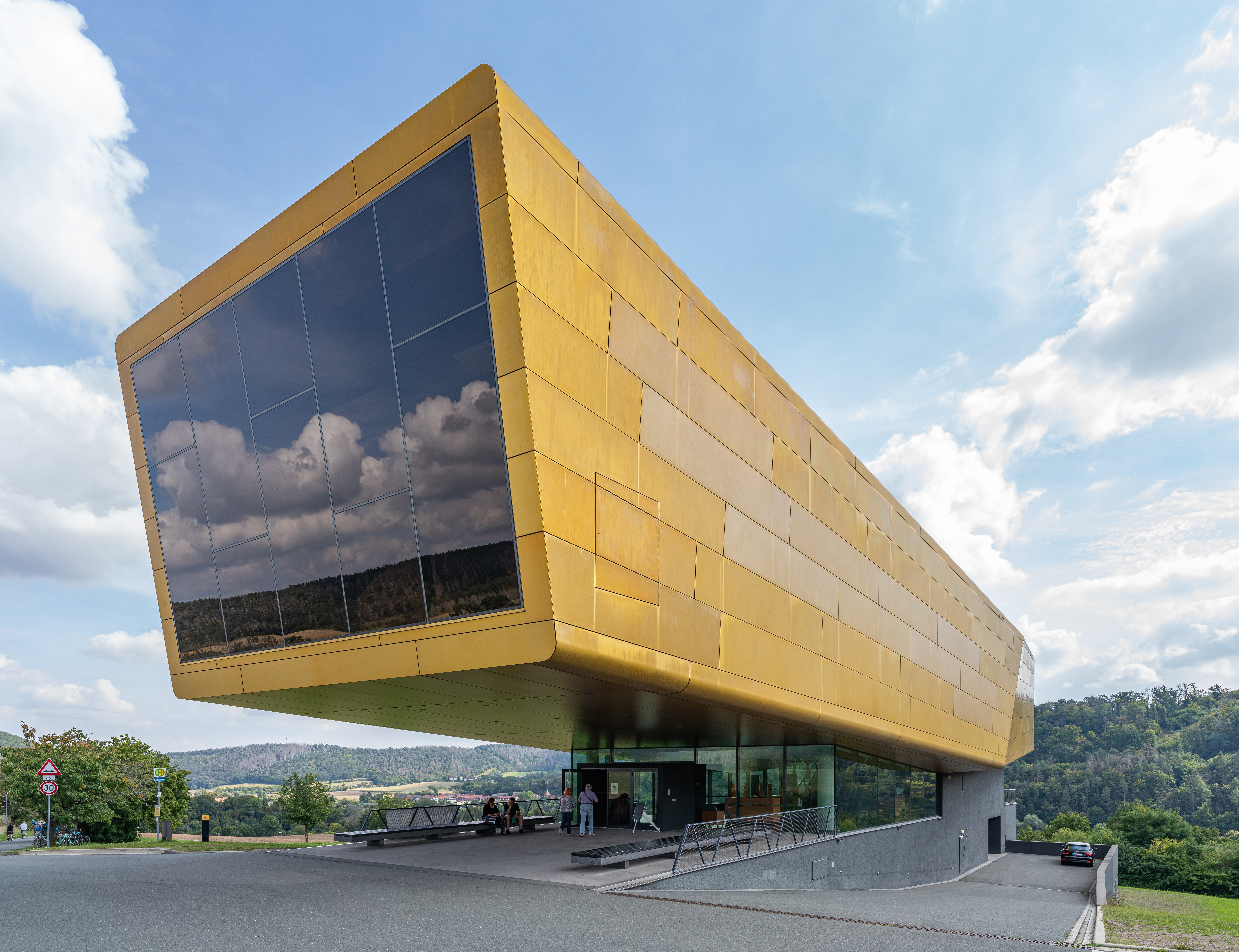
Besucherzentrum Arche Nebra auf dem Mittelberg bei Nebra, dem Fundort der Himmelsscheibe von Nebra

Ein Besucherzentrum ist eine als Anlaufpunkt für Touristen konzipierte öffentliche Einrichtung mit musealem Charakter, die einen direkten Bezug zu einer lokalen Sehenswürdigkeit oder der unmittelbaren Umgebung hat. Besucherzentren sind in der Regel direkt an Nationalparks, Ausgrabungsstätten, Wahrzeichen oder Ähnliches angeschlossen. Sie dienen neben der Information der Besucher im integrierten Museum und über Informationsmaterial als zentraler Anlauf- und Ausgangspunkt für Wanderungen oder Führungen und somit der Besucherstromlenkung, mit entsprechender Infrastruktur wie weiträumig ausgeschilderten Straßen, Besucherparkplätzen vor Ort und angegliederter Gastronomie.
In Abgrenzung zu einem Fremdenverkehrsamt vereinigt ein Besucherzentrum mehrere touristische Zwecke an einem Ort und ist in der Regel deutlich größer angelegt, weswegen es häufig selbst als Touristenattraktion konzipiert ist. Zwischen dem Charakter eines Besucherzentrums und dem eines Freilichtmuseums besteht vor allem an archäologischen Stätten ein fließender Übergang.